# وینونا (اکلاهما)
وینونا(به انگلیسی: Wynona) شهری در ایالت اکلاهما کشور ایالات متحده آمریکا است که جمعیت آن در سرشماری سال ۲۰۱۰ میلادی، ۴۳۷ نفر بوده‌است.